# 質數階乘

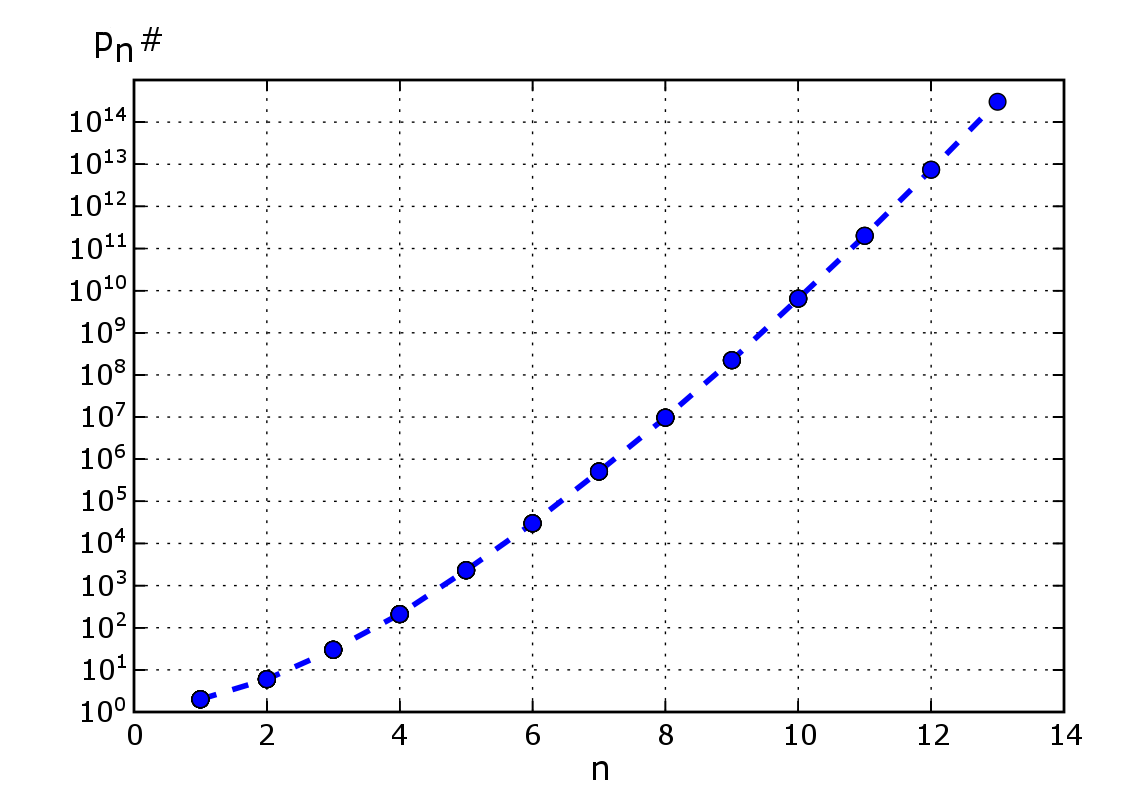
p_{n}# 是計算第n個質數階乘的函數

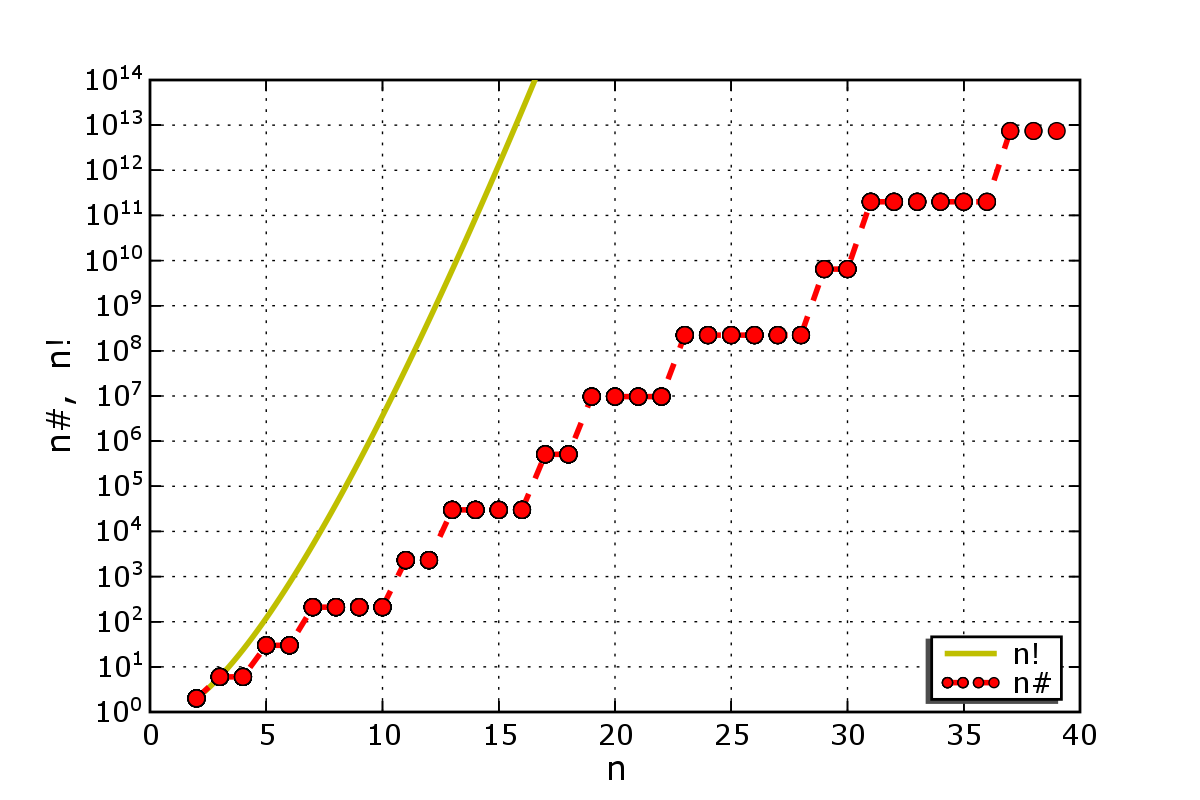
質數階乘n#（紅色的）與 階乘n!（綠色的）的比較

質數階乘（又稱：素數階乘）是所有小於或等於該數的質數的積，自然數n的質數階乘，寫作n#。例如10以下的質數有：2、3、5、7，所以10# = 7×5×3×2 = 210。第n個質數階乘的值，寫作pn#。例：第三個質數為5，所以p3# = 5# = 5×3×2 = 30。
質數階乘與階乘不同於，質數階乘是質數乘積而階乘是自然數乘積。
質數階乘由Harvey Dubner定義並命名。

## 用質數定義
第n個質數pn的質數階乘pn#定義為前n個質數的積：
{\displaystyle p_{n}\#=\prod _{k=1}^{n}p_{k}}
其中pk是第k個質數。
例如，p5#代表前五個質數的乘積：
{\displaystyle p_{5}\#=2\times 3\times 5\times 7\times 11=2310}
前幾個質數階乘pn#是：
2、 6、 30、 210、 2310、 30030、 510510、 9699690、 223092870、 6469693230、 ...（OEIS數列A002110）
並定義p0# = 1 為空積。
質數階乘pn#的漸進遞增為：
{\displaystyle p_{n}\#=\exp \left[(1+o(1))\cdot n\log n\right]}
其中：
- "exp"是指數函數ex
- "o"是大O符號[2]

## 用自然數定義
一般情況下，對於正整數n的一質數階乘n#（或稱作自然質數階乘）也可以被定義為：
{\displaystyle n\#=\prod _{i=1}^{\pi (n)}p_{i}=p_{\pi (n)}\#}
其中，π(n)是質數計數函數（OEIS數列A000720），表示小於或等於某個實數n的質數的個數。
它等於：
{\displaystyle n\#={\begin{cases}1&{\text{if }}n=1\\n\times ((n-1)\#)&{\text{if }}n>1\land n{\text{ is prime}}\\(n-1)\#&{\text{if }}n>1\land n{\text{ is composite}}\end{cases}}}
- prime指質數，composite指合成數

例如，12# 代表質數≤ 12：
{\displaystyle 12\#=2\times 3\times 5\times 7\times 11=2310}
因為π(12) = 5，所以這個算式也可以寫成：
{\displaystyle 12\#=p_{\pi (12)}\#=p_{5}\#=2310}
前幾個自然質數階乘n#是：
1、 2、 6、 6、 30、 30、 210、 210、 210、 210、 2310、 2310
不難發現當n為合成數時，n#的值總是與(n-1)#相同。例如上面提及的12#  =  p5#  =  11#，因為12為合成數。
n#的自然對數是第一個切比雪夫函數，记為{\displaystyle \theta (n)} 或 {\displaystyle \vartheta (n)}。換句話說，若{\displaystyle n\#}是不大於n的質數的質數階乘，則{\displaystyle \ln {n\#}=\vartheta (n)}，或等價地，{\displaystyle n\#=e^{\vartheta (n)}}
質數階乘n#的漸進遞增為：
{\displaystyle \ln(n\#)\sim n}
質數階乘的概念可以用於證明素數是無限的。（參見證明黎曼ζ函數的歐拉乘積公式）

## 恆等式
黎曼ζ函數在超過1的正整數可以質數階乘與 Jordan's totient function {\displaystyle J_{k}(n)}表示：
{\displaystyle \zeta (k)={\frac {2^{k}}{2^{k}-1}}+\sum _{r=2}^{\infty }{\frac {(p_{r-1}\#)^{k}}{J_{k}(p_{r}\#)}},\quad k=2,3,\dots }

## 質數階乘列表（部分）
| n  | n#    | pn     | pn#                |
| -- | ----- | ------ | ------------------ |
| 0  | 1     | 無質數 | 1                  |
| 1  | 1     | 2      | 2                  |
| 2  | 2     | 3      | 6                  |
| 3  | 6     | 5      | 30                 |
| 4  | 6     | 7      | 210                |
| 5  | 30    | 11     | 2310               |
| 6  | 30    | 13     | 30030              |
| 7  | 210   | 17     | 510510             |
| 8  | 210   | 19     | 9699690            |
| 9  | 210   | 23     | 223092870          |
| 10 | 210   | 29     | 6469693230         |
| 11 | 2310  | 31     | 200560490130       |
| 12 | 2310  | 37     | 7420738134810      |
| 13 | 30030 | 41     | 304250263527210    |
| 14 | 30030 | 43     | 13082761331670030  |
| 15 | 30030 | 47     | 614889782588491410 |